# Stephanskirche (Simmern)

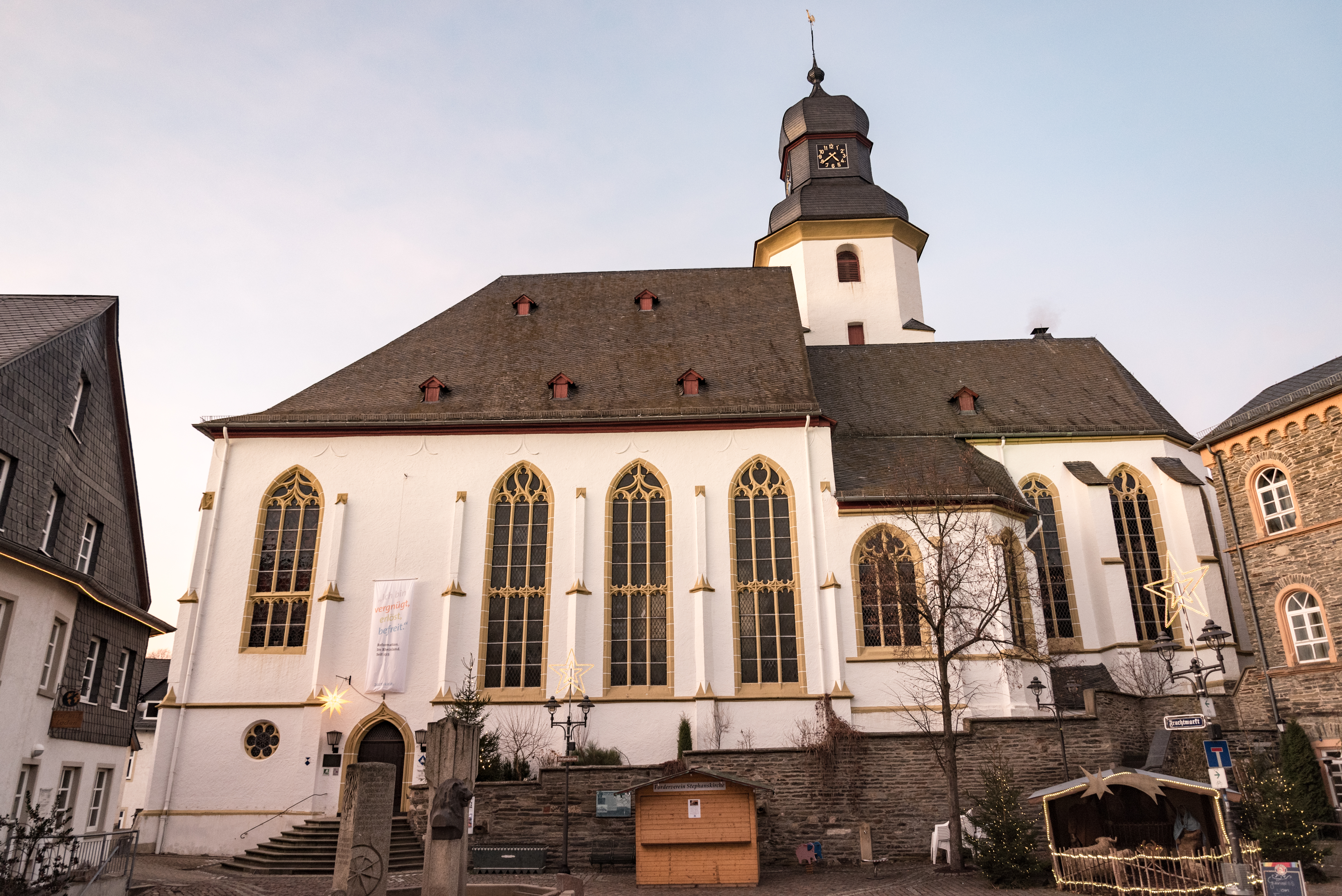
Stephanskirche (Simmern)

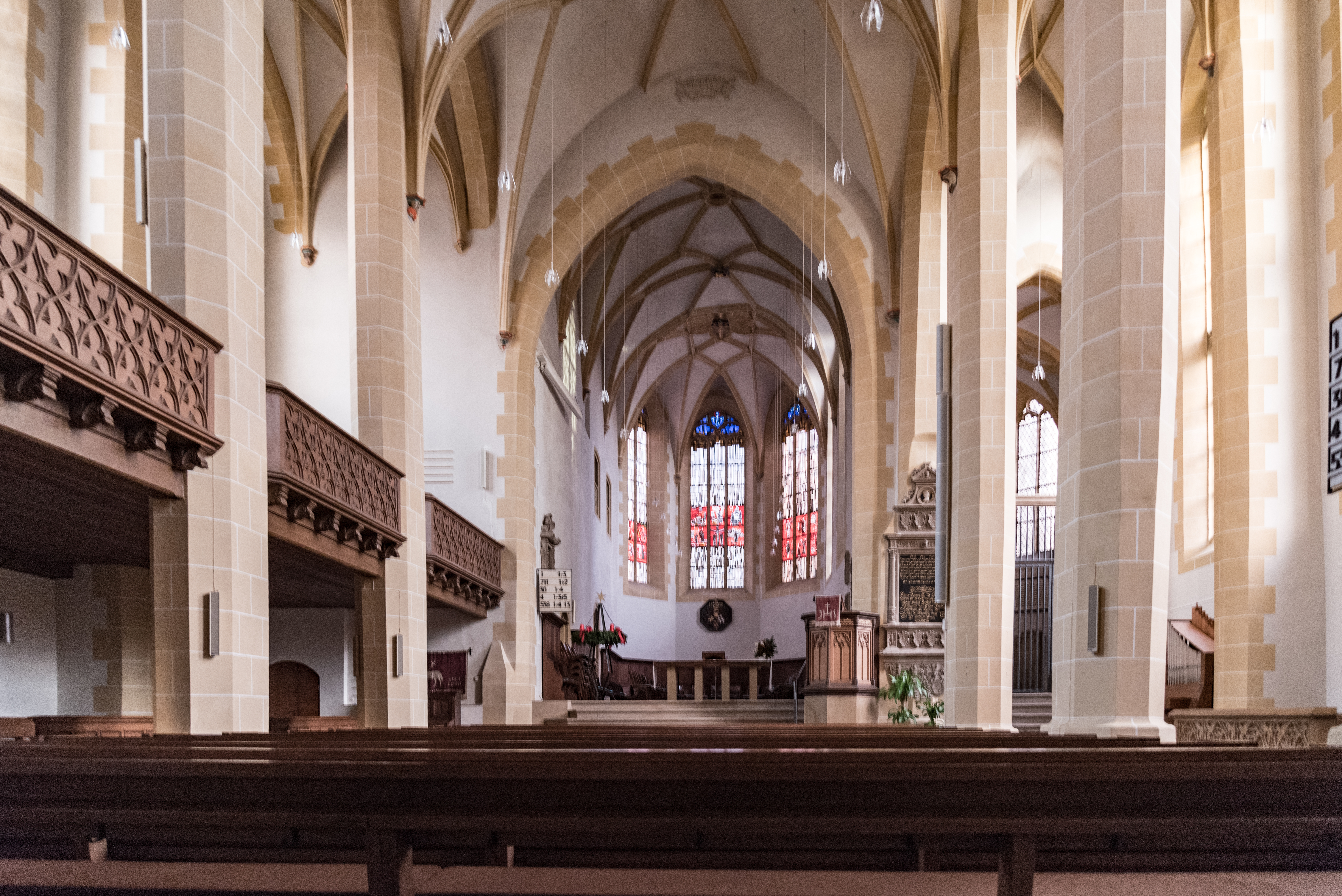
Inneres nach Osten

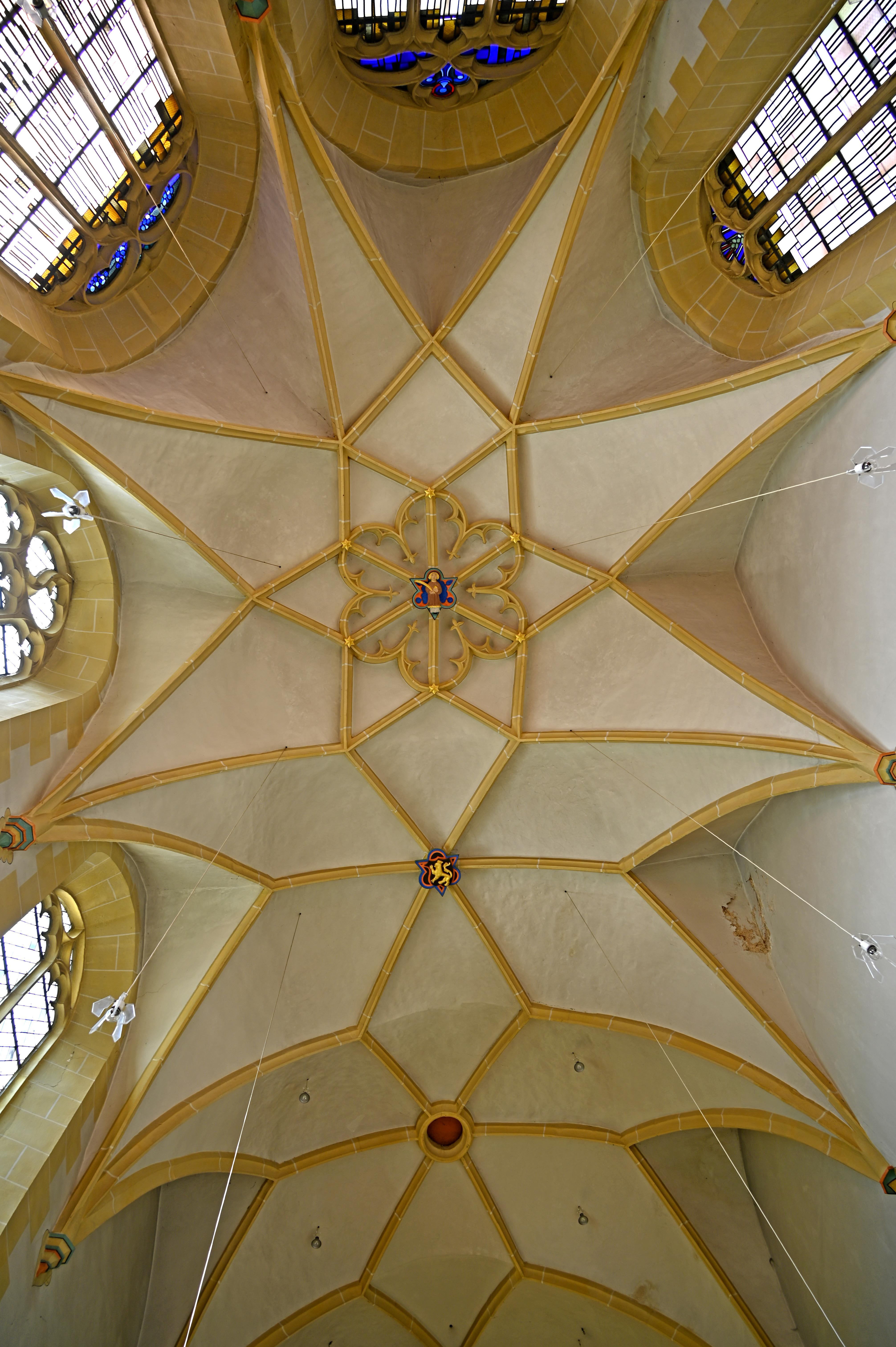
Sterngewölbe im Chor

Die evangelische Stephanskirche ist eine spätgotische Hallenkirche in Simmern/Hunsrück im Rhein-Hunsrück-Kreis in Rheinland-Pfalz. Sie gehört zur evangelischen Kirchengemeinde Simmern im Kirchenkreis Simmern-Trarbach der Evangelischen Kirche im Rheinland und ist für ihre zahlreichen Grabdenkmäler der Herzöge von Pfalz-Simmern bekannt, die zu den wertvollsten Bildhauerarbeiten am Mittelrhein gehören.

## Geschichte und Architektur
Der Grundstein für die ehemalige Schlosskirche wurde im Jahr 1486 durch Herzog Johann I. von Pfalz-Simmern gelegt, bei dessen Tod im Jahr 1506 das Bauwerk offenbar im Wesentlichen vollendet war. Die Kirche ist eine große dreischiffige Hallenkirche im Charakter der bayerischen Bauwerke der Zeit, die mit einem einschiffigen Chor mit Fünfachtelschluss ausgestattet ist. Auf der Nordseite wird der Chor vom Turm und der Sakristei, auf der Südseite von der herzoglichen Grabkapelle flankiert. Das heutige Erscheinungsbild des Turms stammt von einer Erneuerung im Jahr 1716 und wird durch ein achteckiges Glockengeschoss mit voluminöser Haube bestimmt. 1689 waren die Turmhaube und der Dachstuhl der Kirche bei der Zerstörung der Stadt verbrannt. 1689 wurde das Simultaneum eingeführt und in der Folge waren Chor und Kirche durch eine Mauer getrennt (bis 1842). Die westliche Vorhalle ist neuzeitlich. An den Außenwänden von Langhaus und Chor sind große, quergeteilte Maßwerkfenster angeordnet. Am Schiff sind die Strebepfeiler nach innen gezogen, lediglich schmale, lisenenartige Streifen gliedern außen die Wand.
Das Innere ist hoch proportioniert und in der Längsrichtung stark betont. Das Mittelschiff wird optisch durch kräftige Achteckpfeiler von den schmalen Seitenschiffen getrennt. Der Chor ist ebenso breit wie das Mittelschiff, jedoch um einige Stufen erhöht. Sterngewölbe auf teils figürlichen Konsolen schließen das Innere ab. Im Chorschluss ist in die Sternfigur der Rippen eine Maßwerkrosette mit einer Stephanusfigur in der Mitte eingefügt, die der Rosette in der Südkapelle der Schlosskirche in Meisenheim ähnelt, allerdings erheblich schlichter ausgeführt ist. Die Grabkapelle am Südschiff schließt ebenfalls dreiseitig mit einem Sterngewölbe mit den pfalzgräflichen Wappen.
Im Westjoch des Langhauses ist eine durch alle drei Schiffe gehende Empore mit Gewölben darunter eingebaut, deren Brüstung mit fischblasenmaßwerkverzierten Blenden und zwei wappenhaltenden Engeln versehen ist. Die Raumfassung aus spätgotischer Zeit in Weiß und Gelb mit farbig abgesetzten Schlusssteinen und Konsolen wurde bei der letzten Restaurierung im Jahr 1968 wieder hergestellt. Im nördlichen Seitenschiff ist eine hölzerne Empore mit maßwerkverzierter Brüstung aus der Zeit um 1845 angebracht; die entsprechende südliche Empore wurde im Jahr 1968 entfernt.

## Ausstattung
Die Kanzel entstammt neugotischer Zeit. Im Chor hängt der achteckige Totenschild von Herzog Johann II. mit der Jahreszahl 1557 und dem Wappen von Pfalz-Simmern.

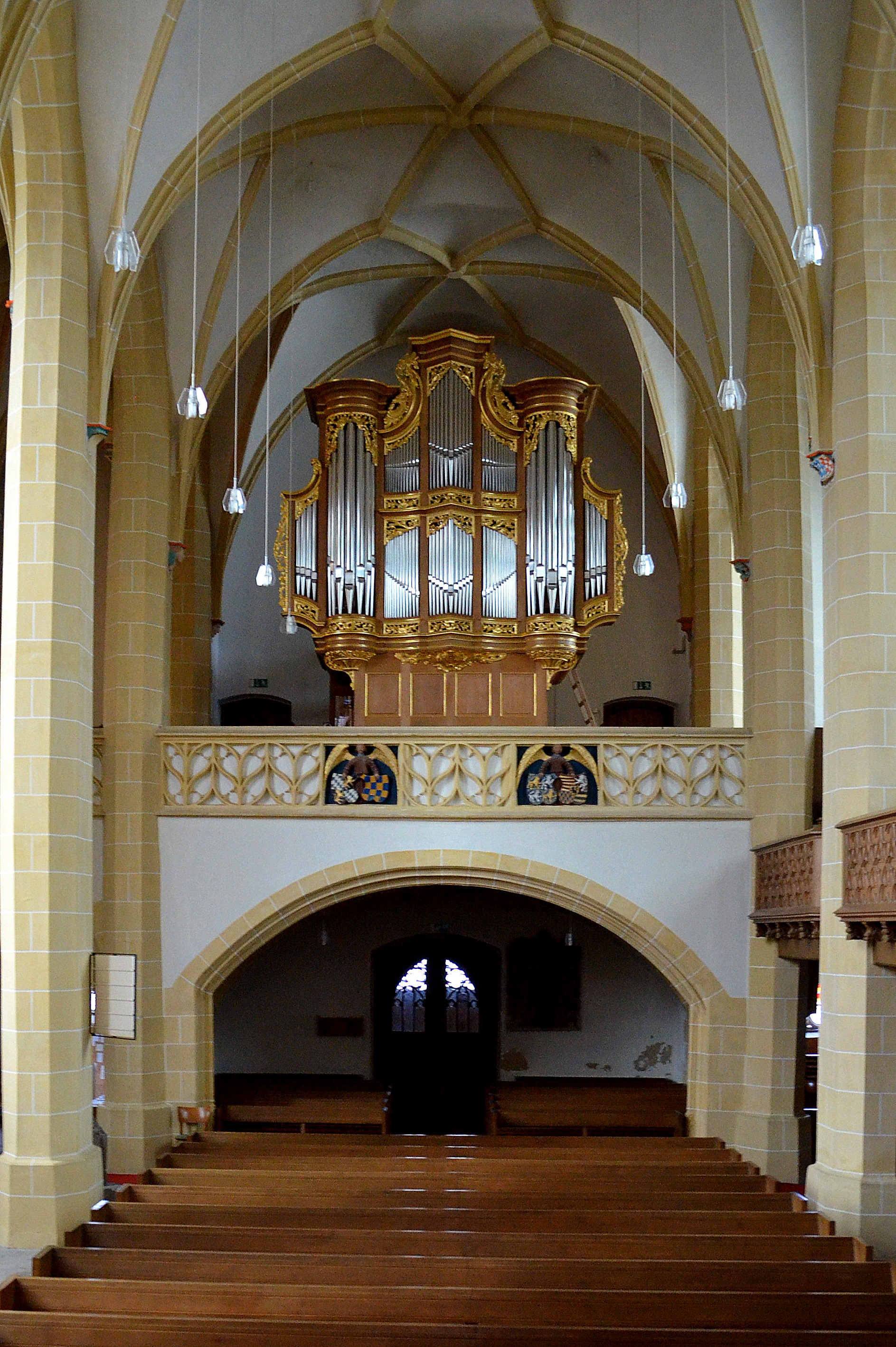
Orgel

## Orgel
Die Orgel war ursprünglich ein Werk der Orgelbauer Gebrüder Stumm aus dem Jahr 1782. Sie wurde bis ins 19. Jahrhundert von den Gebrüdern Stumm gepflegt. Im Jahr 1911 erhielt die Orgel einen neuen Magazinbalg. Im Jahr 1917 wurden die Prospektpfeifen für Kriegszwecke abgegeben. Im Jahr 1935 erfolgte durch die Firma G. F. Steinmeyer & Co. eine grundlegende Überarbeitung, wobei mehrere Register hinzugefügt und andere ersetzt wurden. Die Pedaltraktur wurde elektrifiziert. Nach einer Restaurierung durch Rainer Müller im Jahr 2009 hat die Orgel heute 27 Register auf zwei Manualen und Pedal. Die Disposition der Orgel lautet:

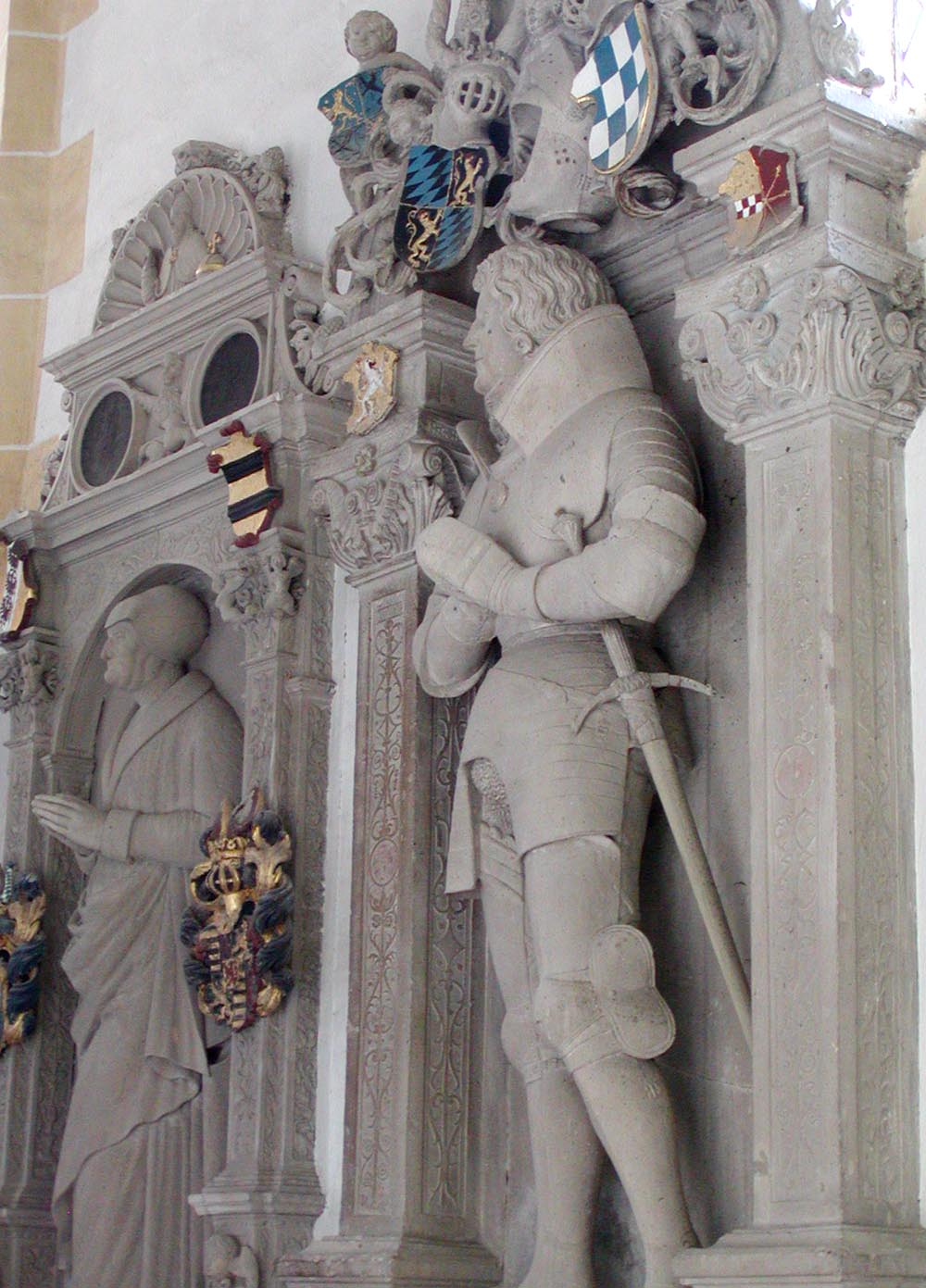
Epitaphe des Herzogs Johann I. von Pfalz Simmern und der Herzogin Johanna von Pfalz-Simmern

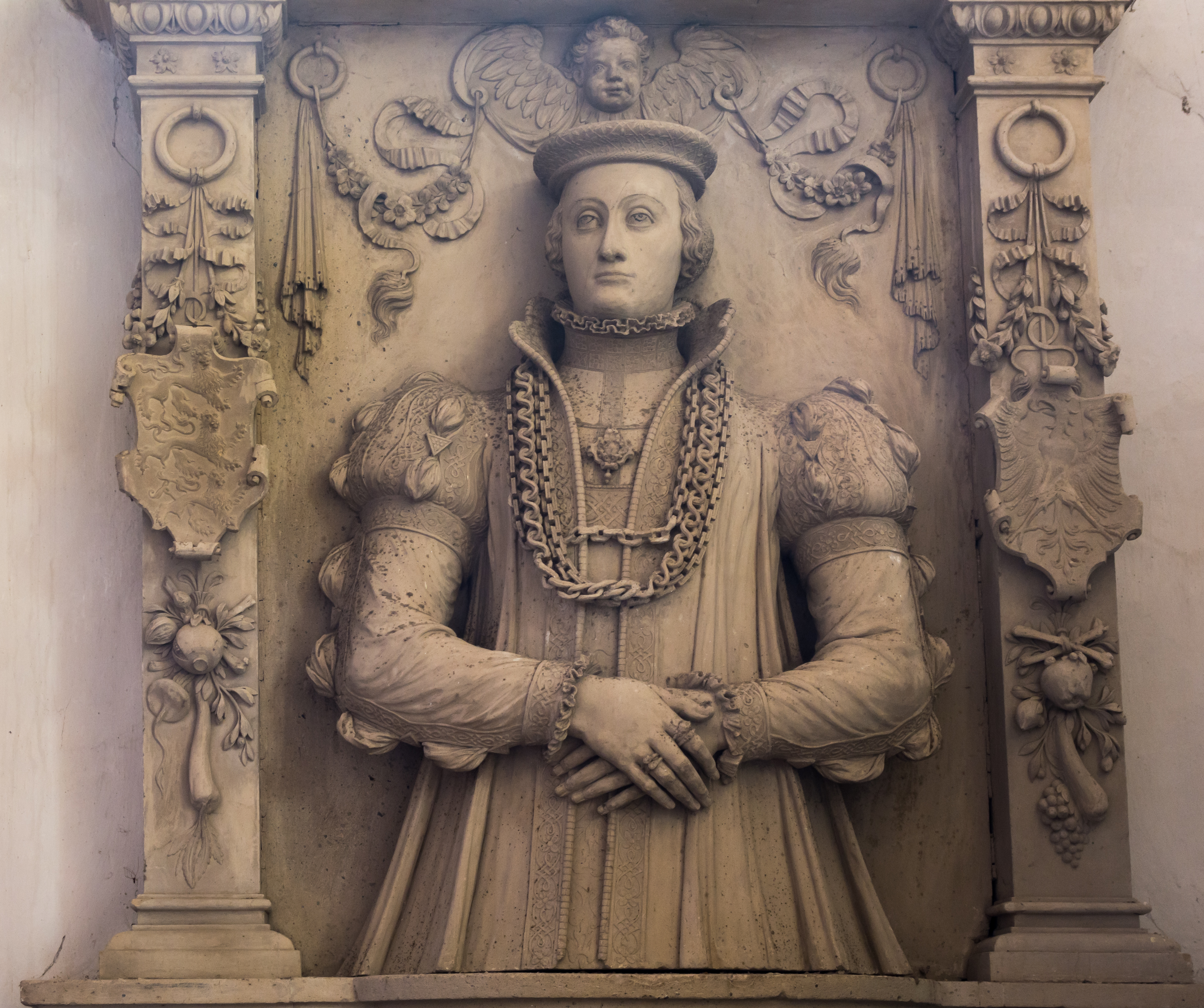
Kenotaph für Maria Jacobea von Oettingen

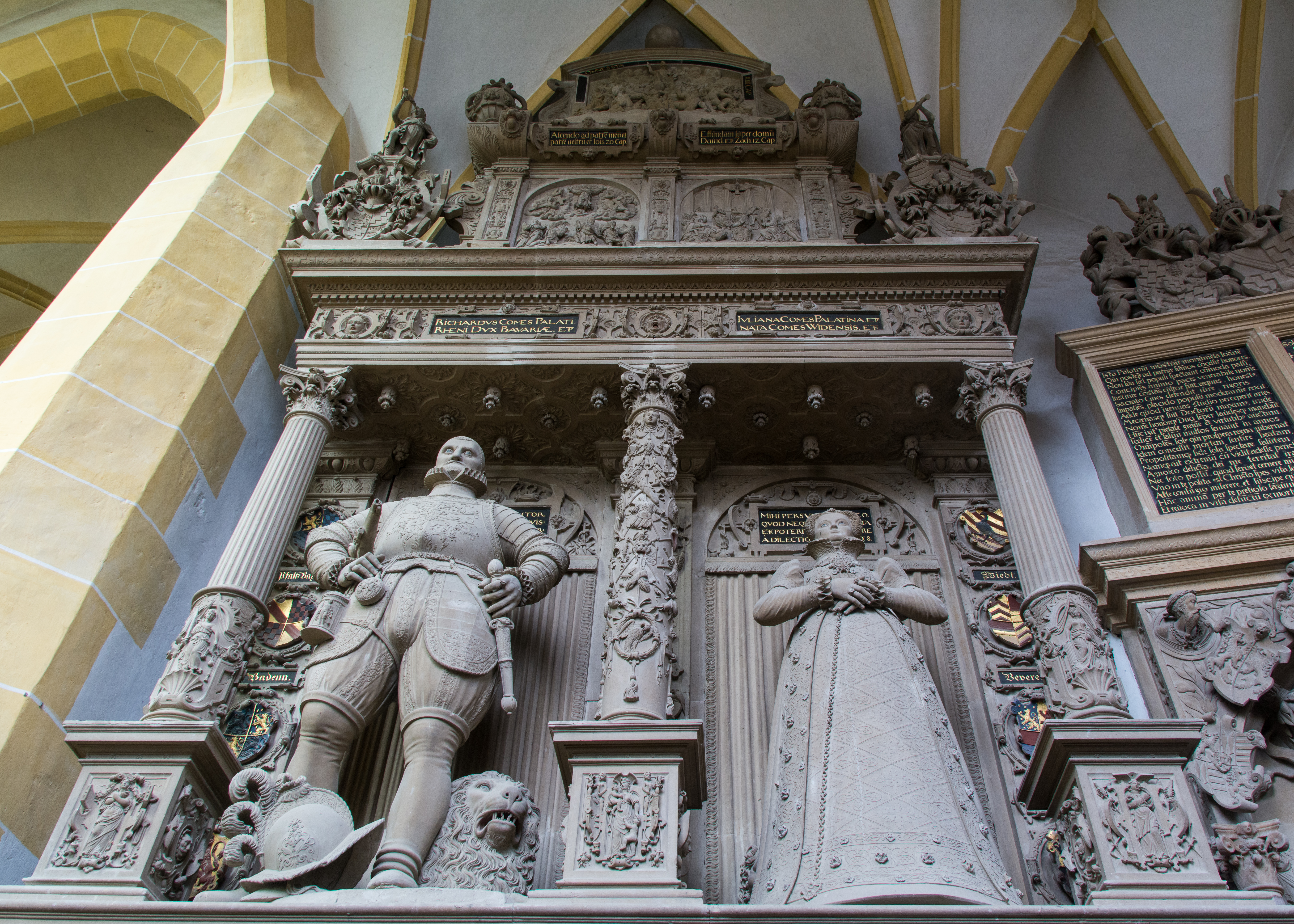
Grabdenkmal Reichard von Pfalz-Simmern und Juliane zu Wied

| I Hauptwerk C–d3 |        |      |
| Gedact           | 16′    |      |
| Principal        | 8′     | 2009 |
| Violdigamb       | 8′     |      |
| Hohlpfeiff       | 8′     |      |
| Octav            | 4′     |      |
| Salicinal        | 4′     |      |
| Floedt           | 4′     |      |
| Quint            | 3′     |      |
| Octav            | 2′     |      |
| Tertz            | 1 3⁄5′ |      |
| Cornet V D       | 8′     |      |
| Mixtur IV        | (1′)   |      |
| Trompet B/D      | 8′     |      |
| Vox angelica B   | 2′     | 2009 |

| II Oberpositiv C–d3 |       |           |
| Bordun              | 8′    |           |
| Flaut Travers D     | 8′    | 2009      |
| Principal           | 4′    | 2009      |
| Floedt              | 4′    |           |
| Salicinal D         | 2′–4′ |           |
| Quint               | 3′    |           |
| Octav               | 2′    |           |
| Mixtur III          | (1′)  | 1935/2009 |
| Crumhorn            | 8′    |           |
| Vox Humana          | 8′    |           |

| Pedal C–g0 |     |
| Subbass    | 16′ |
| Octavbass  | 8′  |
| Posaunbass | 16′ |

- Manualkoppel – Schiebekoppel
- Pedalkoppel Hauptwerk.

## Grabdenkmäler
Die zahlreichen, künstlerisch wertvollen Grabdenkmäler stehen in der Grabkapelle (St.-Anna-Kapelle), die sich an das südliche Seitenschiff nach Osten hin anschließt. Sie veranschaulichen auf engstem Raum den stilistischen Wandel vom reifen Renaissanceepitaph zum formenreichen Grabmal des Manierismus.
- Das Grabmal für Herzog Johann I. († 1509) ist das einzige (mit Jacob 1522) signierte Werk des Bildhauers Jacob Kerre, von dem auch das Epitaph für Erzbischof Richard von Greiffenklau im Trierer Dom stammt. Es zeigt eine kraftvolle, auf einem Löwen stehende Figur, die dem Altar in leichter Drehung zugewandt und mit Wappen und Putten bekrönt ist.
- Das Grabmal für Johanna, geborene Gräfin von Nassau-Saarbrücken († 1521), die Gemahlin Johann I., wurde erst 1554 errichtet. Es wurde früher dem Meister von Simmern zugeschrieben und gilt inzwischen als ein Frühwerk von Johann von Trarbach. Die treffend dargestellte Bildnisfigur stellt eine Greisin in leicht idealisierender Zeittracht dar, die sich dem Altar zuwendet und in einer Rundbogennische steht; die rahmende Ädikula ist mit zarten Rankenornamenten verziert.
- Das Doppelgrabmal für Herzog Johann II. († 1557) und seine Gemahlin Beatrix von Baden († 1535) wurde ebenfalls früher dem Meister von Simmern, heute Johann von Trarbach zugeschrieben und noch zu Lebzeiten des Herzogs begonnen. Die freiplastischen Bildnisfiguren sind stehend im Gebet unter einem auf Marmorsäulen ruhenden, mit Wappen besetzten Rundbogen. Der Aufsatz zeigt Inschrifttafeln und bekrönende Wappen, im Sockel sind Inschrifttafeln mit reichem Rollwerkrahmen angeordnet.
- Das Halbfigurenepitaph für Maria Jacobäa von Öttingen († 1598) wurde bald nach dem Tod Herzog Johanns II., dessen zweite Gemahlin Jacobäa war, von Johann von Trarbach begonnen.
- Das Doppelgrabmal für Herzog Reichard († 1598) und seine erste Gemahlin Juliane Gräfin zu Wied († 1575) ist ein Spätwerk des Johann von Trarbach, das bald nach 1575 begonnen wurde, 1582 jedoch noch nicht vollendet war. Der prachtvolle, über 8 m hohe Aufbau sollte ursprünglich an der Nordwand des Chores stehen. Georg Dehio urteilte: „Die Kunst des in Simmern als Hofbildhauer ansässigen, auch in anderen fürstlichen Häusern geschätzten Meisters zeigt sich hier weniger vorteilhaft als zum Beispiel in Meisenheim und Öhringen, sie ist nach ihrem Wesen Kleinkunst und vermag dem großen Maßstab nur durch Summierung, nicht durch innere Großheit der Motive gerecht zu werden. Die Bildnisstatuen sind wenig mehr als Kostümpuppen; das Ornamentale freilich ist vorzüglich.“ Von den Reliefbildern an Sockeln und Aufsatz stammen nur die drei aus Tuffstein gearbeiteten von Johann von Trarbach, die übrigen sieben wurden von dem Trierer Bildhauer Hans Ruprecht Hoffmann geschaffen, dessen Mitarbeit durch ein Mahnschreiben Herzog Reichards an den Rat der Stadt Trier von 1582 bezeugt ist.
- Das Grabmal für Emilia von Württemberg († 1589), der zweiten Gemahlin von Herzog Reichard, stand ursprünglich im Chor und wurde später zerschlagen. In den Jahren 1969/1970 wurde es aus den erhaltenen Fragmenten (mit Ausnahme des fehlenden Kopfes der Figur) neu zusammengesetzt.

An der Wand neben der Bogenöffnung der Grabkapelle steht das Epitaph für die Pfalzgräfin Alberta, mit einer Darstellung des Porträtkopfes der mit 13 Jahren verstorbenen Prinzessin im Gebälk, das im Jahr 1553 von Johann von Trarbach geschaffen wurde.
Unter der Westempore ist ein Inschriftepitaph für Margarethe Deung und ihre Töchter aus dem Jahr 1581 von Johann von Trarbach mit reichem Rollwerkrahmen zu finden. Weitere Inschriftepitaphien, die alle von Johann von Trarbach und seiner Werkstatt geschaffen wurden, sind an beiden Chorwänden zu finden. Im Turm sind die aufgebrochenen Zinnsarkophage des letzten Simmerner Fürstenehepaars Ludwig Heinrich († 1674) und Maria von Oranien († 1688) mit reichen Verzierungen (Löwenmasken, Fruchtgehänge und Wappen) aufgestellt.